# Рауризка литературна награда
„Рауризката литературна награда“ (на немски: Rauriser Literaturpreis) е учредена през 1972 г. от правителството на провинция Залцбург като отличие за най-добър прозаичен дебют на немски език. Наградата се присъжда в рамките на Рауризките литературни дни.
Отличието възлиза на 8000 € (до 2009 г. – 7300 €).
Допълнително правителството на провинцията заедно с общността Рауриз учредява поощрителна награда в размер на 4000 €.
В рамките на Рауризките литературни дни три пъти е раздадена наградата „Гюнтер Айх“ (за поезия) като добавка към „Рауризката литературна награда“.

## Носители на наградата (подбор)
- Бодо Хел (1972)
- Петер Розай (1973)
- Франц Инерхофер (1975), Валтер Капахер (поощрение)
- Петер Хениш (1976)
- Ханс Йоахим Шедлих (1977)
- Вернер Херцог (1979)
- Ханс Карл Артман (1981)
- Томас Хюрлиман (1982)
- Мартин Р. Дин, Михаел Кьолмайер (1983)
- Ален Клод Зулцер (1984)
- Херта Мюлер (1985)
- Мариане Фриц (1986)
- Норберт Гщрайн (1989)
- Томас Хетхе (1990)
- Томас Лер (1994)
- Фелицитас Хопе (1997)
- Петер Щам (1999)
- Юли Це (2002)
- Кристоф Магнусон (2006)
- Мая Хадерлап (2012)